# 9493 Enescu
A 9493 Enescu (ideiglenes jelöléssel 3100 T-1) a Naprendszer kisbolygóövében található aszteroida. Cornelis Johannes van Houten, Ingrid van Houten-Groeneveld és Tom Gehrels fedezte fel 1971. március 26-án.
Nevét George Enescu (1881–1955) román zeneszerző után kapta.